# Варадеро
Варадеро (шп. Varadero) је град у покрајини Матанзас на Куби и један од најзначајнијих туристичких центара на Карибима.

## Географија
Налази се на полуострву Хикакос, неких 140 km источно од Хаване. Полуострво је широко само 1,2 km на најширем делу и одвојено је од острва Кубе Кавамским каналом.
Рељеф је нагнут према североистоку, а врх полуострва, Пунта Хикакос, је најсевернији део острва Кубе. Тамо се налази резерват природе са предивним шумама и плажама.

## Туризам
Варадеро је главни туристички град у Куби, са преко 20 km пешчаних плажа у граду и околини. Туризам је почео да се развија почетком 1930-их година када је Ирени ду Понт Немурс (Irénée du Pont Nemours), амерички милионер, изградио туристички комплекс на острву.
Међутим, први туристи су стигли у Варадеро још 1870. године и годинама је град сматран елитном туристичком дестинацијом.
Године 1959, након Кубанске револуције, плаже су отворене и за грађане, а не само за богаташе. Виле и луксузни хотели су одузети од богаташа и предати народу.
Од 2006. године, Варадеро углавном посећују туристи из Канаде и Европе, али број Американаца, који улазе у Кубу преко Канаде или Мексика, се повећава (Американцима је забрањено да кроче на то острво). Аеродром Хуан Гуалберто Гомез (Juan Gualberto Gomez) је други најважнији аеродром на Куби, после Аеродрома Хосе Марти (José Martí) у Хавани.

## Становништво
| Година       |
| Становништво |
| ------------ |

## Партнерски градови
- Канкун
- Benito Juárez Municipality